# 稲葉もも
稲葉 もも（いなば もも、1995年3月7日 - ）は、日本の映画プロデューサー、ドラマプロデューサー。 株式会社プロダクション・アイジー実写部所属。

## 略歴
埼玉県出身。清泉女子大学 文学部スペイン語スペイン文学科(内スペインのマドリードに位置するアルカラ大学留学)を卒業後、2017年に株式会社プロダクション・アイジーへ入社。本広克行のアシスタントとして多くの映画・ドラマ・舞台作品に携わる。

## プロデュース作品

### 映画
- ビューティフルドリーマー (2020年の映画)(2020) - 企画・プロデュース
- 星空のむこうの国(2021) - 企画・プロデュース
- ポプラン(2022) - 企画・プロデュース
- IF I STAY OUT OF LIFE...?(2022) - プロデューサー

### ドラマ
- ガンダムビルドリアル(2021) - プロデューサー
- 湯あがりスケッチ(2022) - アソシエイトプロデューサー
- さらば、銃よ 警視庁特別銃装班(2023) - 企画協力
- 新しい怖い 第二話「シカク」 (2024) - プロデューサー
- わかっていても the shapes of love (2024) - 協力プロデューサー
- かしこきもの(2025) - プロデューサー

### MV
- GOOD ON THE REEL「交換日記」(2021) - プロデューサー
- Cody・Lee（李）「異星人と熱帯夜」(2021) - プロデューサー
- 清竜人 「If I stay out of life…? (feat. Leo Uchida from Kroi)」(2022) - プロデューサー
- 清竜人 「トリック・アート」(2023) - プロデューサー
- 清竜人 「遥か」(2023) - プロデューサー
- 清竜人 「おかえり」(2024) - プロデューサー
- 山崎育三郎 「LIKE、重ねていく feat.幾田りら」(2024) - アソシエイトプロデューサー
- 清竜人25 「Will you marry me ?」(2024) - プロデューサー
- 清竜人25 「青春しちゃっていいじゃん」(2024) - プロデューサー
- 清竜人25 「KARESHIいるんだって」(2024) - プロデューサー
- imase & なとり 「メトロシティ」(2024) - アニメーションプロデューサー